# Giovanni Raicevich
Giovanni Raicevich (Trieste, 10 giugno 1881 – Roma, 1º novembre 1957) è stato un lottatore e attore italiano considerato quando era in attività il più forte lottatore al mondo nella lotta greco-romana.

## Biografia

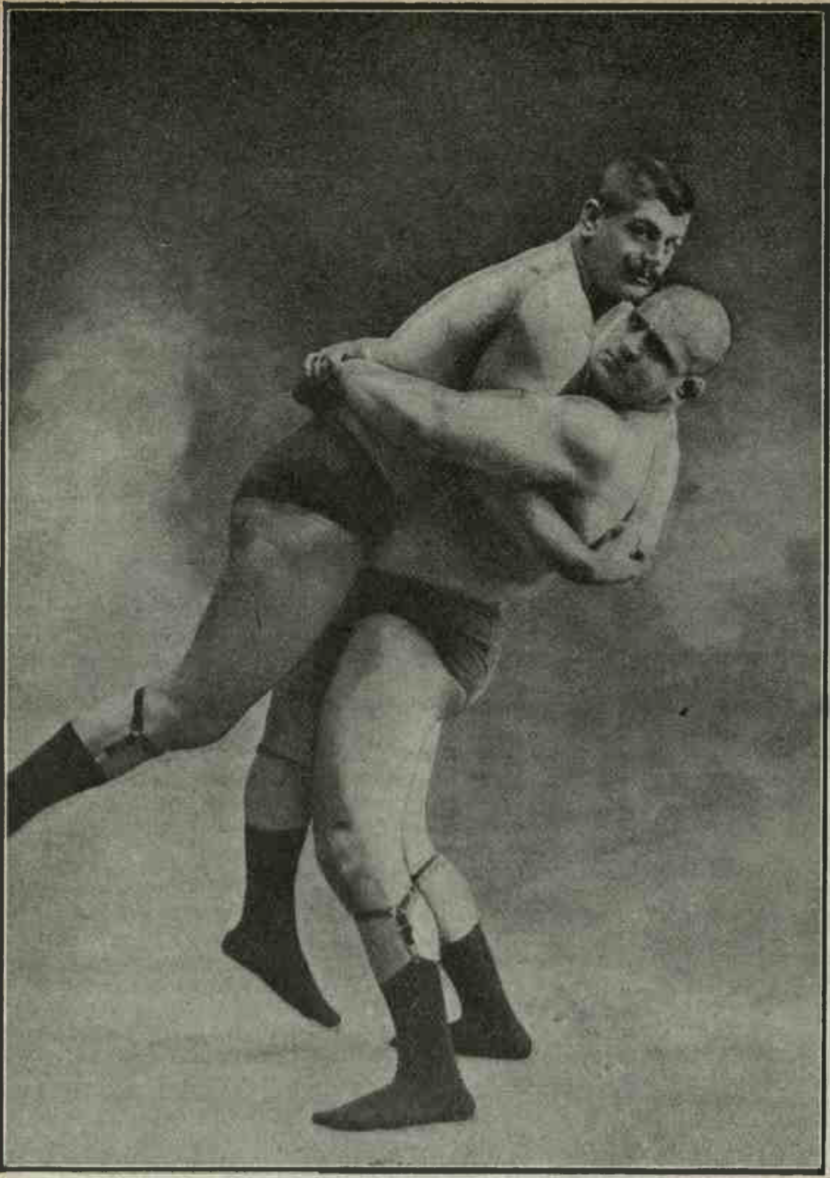
Emilio Raicevich e Giovanni Raicevich nel 1908

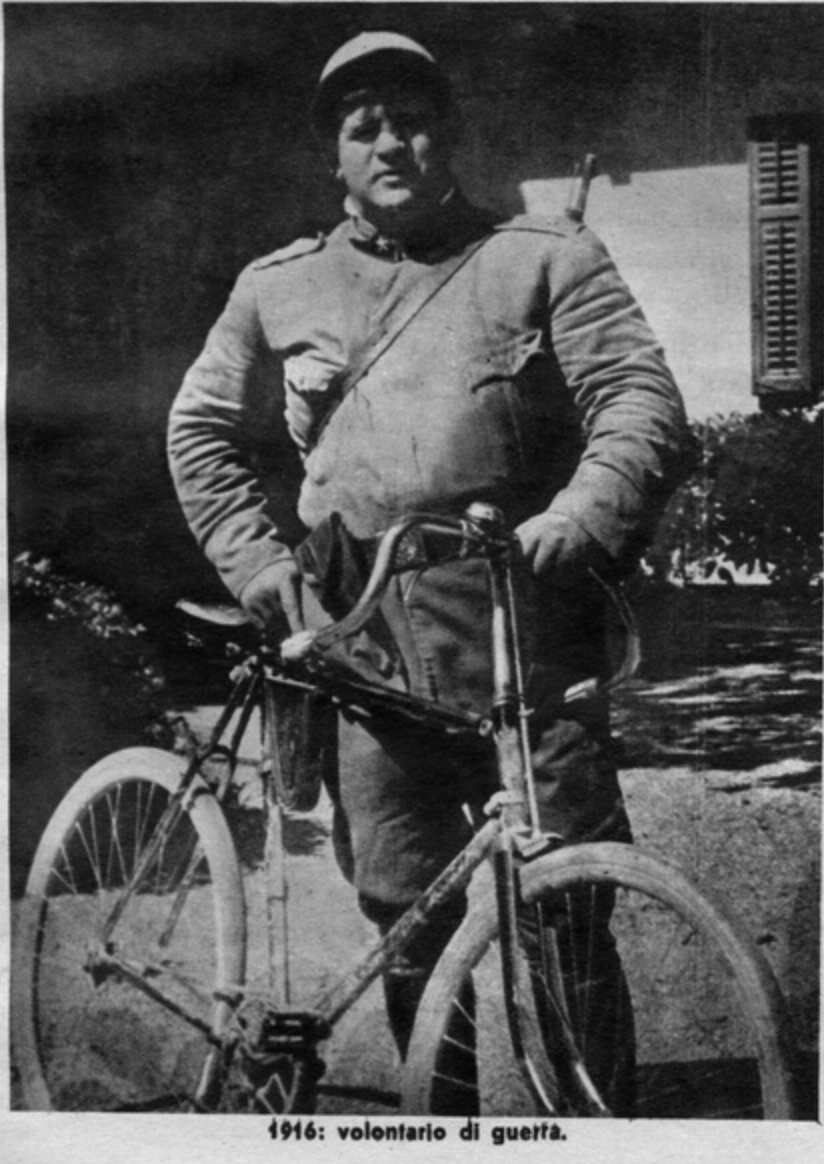
Giovanni Raicevich volontario nell'esercito nel 1916

Nacque a Trieste, all'epoca parte dell'Austria-Ungheria, da padre dalmata e madre milanese. Lasciò la sua città natale per non svolgere il servizio militare nell'esercito austro-ungarico e si trasferì a Milano assieme ai fratelli.
Appartenente a una famiglia di valenti atleti nella lotta greco-romana; i fratelli maggiori erano Emilio Ruggero Raicevich (1873-1924) e Massimo Roberto Raicevich (1878-1915): furono entrambi campioni nazionali italiani in diverse categorie, ma meno vincenti e famosi di Giovanni nelle competizioni internazionali e mondiali.
Fu un fervente irredentista; il 27 maggio 1915 sposò la nipote Bice, figlia di Emilio: ebbe quattro figli.
Quando nel 1907 gli chiesero se lui e i fratelli fossero nati in Italia lui rispose:
Sostenne le ragioni dell'intervento militare dell'Italia nella Prima Guerra Mondiale e nel 1915 si arruolò nei volontari del Regio Esercito e fece parte del corpo volontari ciclisti automobilisti. Quell'anno il fratello Massimo, che avendo sposato una donna tedesca viveva in Germania, venne fermato alla frontiera mentre stava facendo rientro in Italia e condotto a Salisburgo, dove venne rinchiuso nella fortezza destinata ai prigionieri italiani; morì durante la prigionia in circostanze misteriose: secondo alcune fonti sarebbe stato fucilato dagli austriaci. Giovanni Raicevich combatté sul Piave e sull'Isonzo, ricevendo anche un encomio solenne alla presa di Gorizia.
Nel 1924 perse anche il fratello Emilio, morto a Buenos Aires mentre stava partecipando con lui alle gare del diciannovesimo campionato internazionale di lotta greco-romana.
Trascorse la vecchiaia vivendo con le 5000 lire al mese pagategli dal CONI.
Morì a Roma, all'età di settantasei anni, nella sua casa di via Alessandria 208, la sera del 1º novembre 1957, alle 19.30, assistito dalla moglie Bice e i figli Giorgio, Maria e Giovanna. Le cronache di allora riferirono come fosse morto stringendo teneramente con le sue forti mani la fotografia del figlio primogenito Giovanni, detto Giova, caduto il 21 luglio 1943 mentre prestava servizio militare sulla nave Calliope.

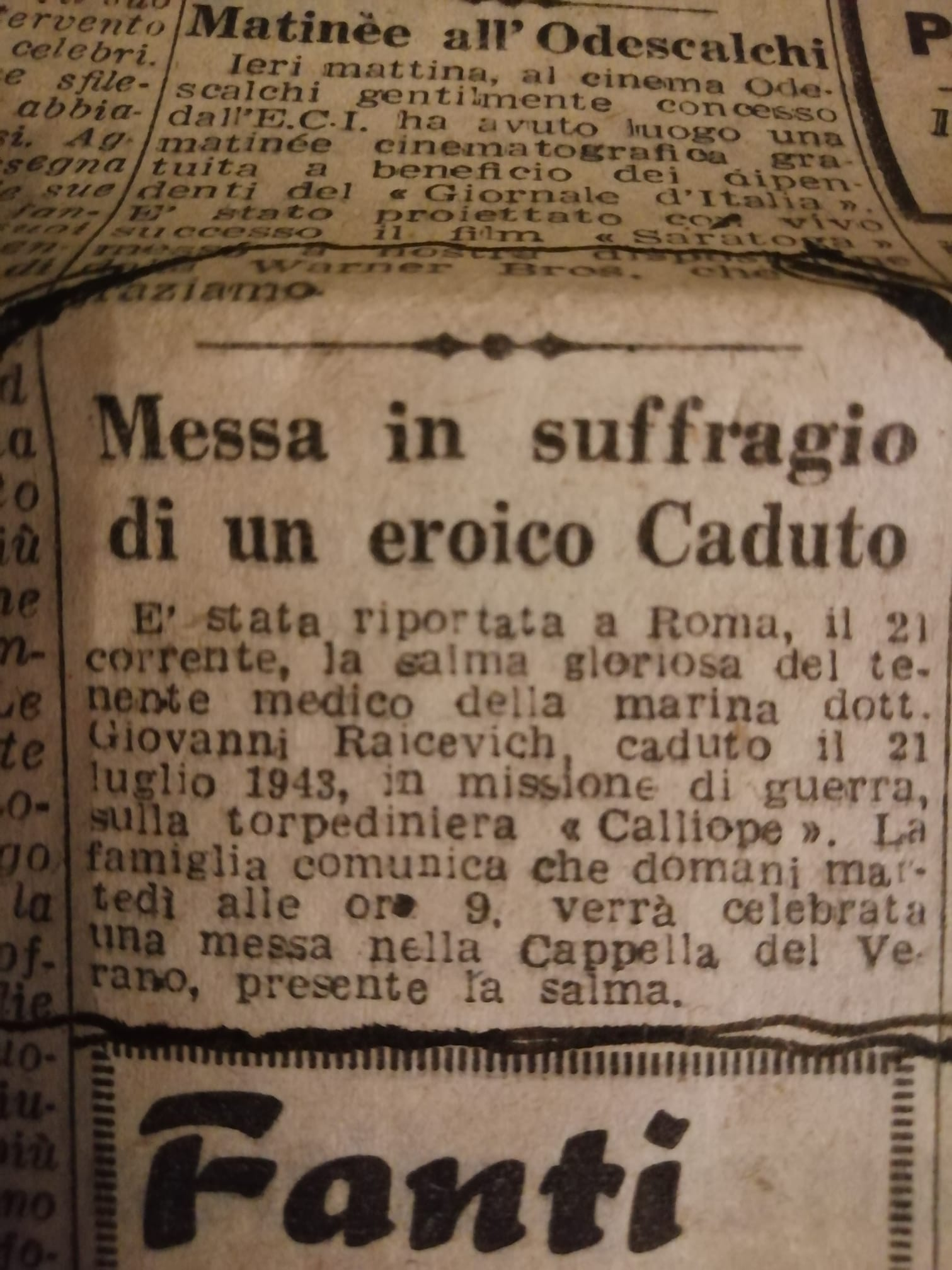
Necrologio del figlio di "Giova".

## Carriera sportiva

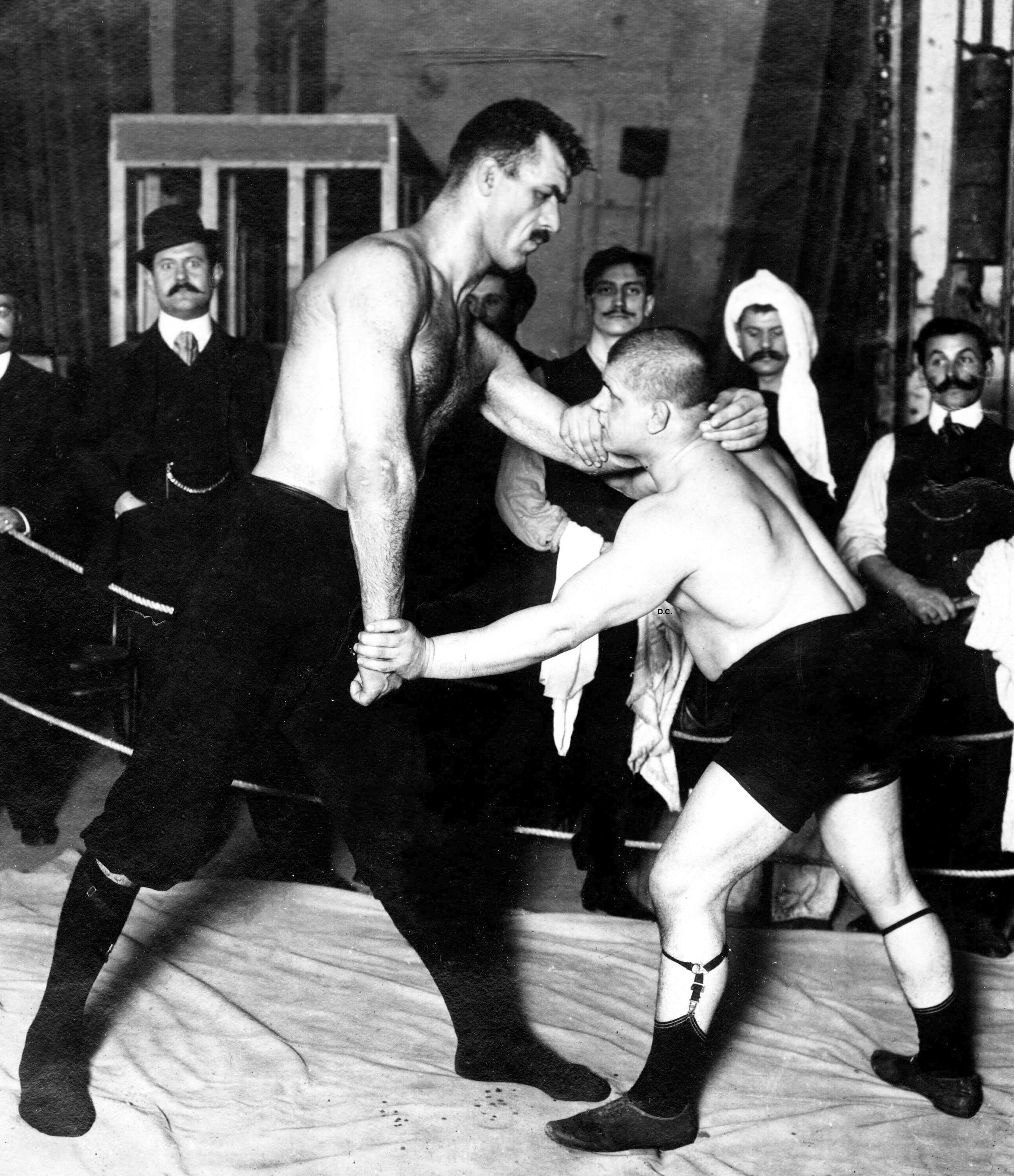
Il combattimento, nel 1905, tra Giovanni Raicevich, a destra, e il serbo Simon Antoniċ, a sinistra.

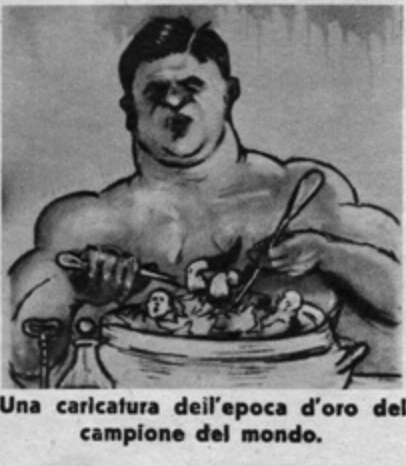
Giovanni Raicevich in una caricatura degli anni 1910

Iniziò la sua attività nella Ginnastica Triestina. In seguito aprì una palestra in Via Foscolo Trieste, aiutato dai fratelli. Nel 1902 ad Alessandria diventarono tutti e tre campioni italiani in tre diverse categorie.
Nel 1905 vinse i tornei internazionali di Liegi, di Krefeld e della Vestfalia oltre al Campionato europeo. Nel 1906 conquistò il titolo di campione del Sud America. Nel 1907 diventò Campione del Mondo battendo Laurent le Beaucairois. Bissò il successo il 16 febbraio 1909, presso il Teatro Dal Verme di Milano, contro il francese Paul Pons, uno dei migliori lottatori di ogni tempo.
Fu anche campione d'Italia nella specialità ininterrottamente dal 1907 al 1929, anno in cui abbandonò imbattuto lo sport agonistico dopo il trionfo contro il ceco Hans Kavan.
Nonostante l'altezza di soli 1,72 metri (il peso variava da 82 kg nel 1902 a 110 kg nel 1912), combatté contro personaggi di più elevata statura risultando sempre vincitore. Paul Pons, ad esempio, il campione francese già citato, battuto nella finale del Teatro dal Verme, era ben 23 centimetri più alto e pesava 25 chilogrammi di più.

## Carriera come attore
La sua vigoria fisica gli fece ottenere parti cinematografiche in alcuni film della serie Maciste, tra cui L'uomo della foresta del 1922 diretto dal romano Ubaldo Maria Del Colle.
Come attore girò 7 film (uno, il primo, con la casa produttrice CINES di Roma, e i sei successivi con la Lombardo Film di Napoli), tra cui, nel 1922, Il re della foresta o L'uomo della foresta, in cui fu il primo "Tarzan" della storia del cinema.
Come produttore-attore, con la Raicevich Film di Roma, girò due film: nel 1922 Il trionfo di Ercole e nel 1923 Un viaggio nell'impossibile. Il terzo, Ercole al bivio, sarà solo iniziato, ma mai terminato.

## Filmografia
- Il leone mansueto, regia di Enrique Santos (1919)
- Il re della forza, regia di Ubaldo Maria Del Colle (1920)
- Il pugno del gigante, regia di Ubaldo Maria Del Colle (1921)
- Il club degli stravaganti, regia di Gero Zambuto (1921)
- Il trionfo di Ercole, regia di Francesco Bertolini (1922)
- L'uomo della foresta, regia di Ubaldo Maria Del Colle (1922)
- Il cavaliere della lieta figura, regia di Ubaldo Maria Del Colle (1922)
- Il colosso vendicatore, regia di Ubaldo Maria Del Colle (1922)
- Un viaggio nell'impossibile, regia di Luciano Doria e Nunzio Malasomma (1923)

## Riconoscimenti
- Nel maggio 2015, una targa dedicata a Raicevich è stata inserita nel percorso Walk of Fame dello sport italiano al parco olimpico del Foro Italico a Roma, riservato agli sportivi italiani che si sono distinti in campo internazionale.[14][15]